# Kenia na Halowych Mistrzostwach Świata w Lekkoatletyce 2010
Reprezentacja Kenii na halowe mistrzostwa świata 2010 liczyła 7 zawodników.

## Mężczyźni
- Bieg na 800 m
  - Boaz Lalang

- Bieg na 1500 m
  - Gideon Gathimba
  - Haron Keitany

- Bieg na 3000 m
  - Augustine Choge
  - Sammy Mutahi

## Kobiety
- Bieg na 3000 m
  - Vivian Cheruiyot
  - Sylvia Kibet